# Peter Seisenbacher
Peter Seisenbacher, född den 25 mars 1960 i Wien, Österrike, är en österrikisk judoutövare.
Han tog OS-guld i herrarnas mellanvikt i samband med de olympiska judotävlingarna 1984 i Los Angeles.
Han tog OS-guld igen i samma viktklass i samband med de olympiska judotävlingarna 1988 i Seoul.